# Alana Nichols
Alana Jane Nichols (21 marzo 1983) è una cestista, sciatrice alpina paralimpica e paracanoista statunitense, per cinque volte campionessa paralimpica in pallacanestro in carrozzina e sci alpino paralimpico. Ha inoltre gareggiato nella categoria KL2 alle Paralimpiadi e Campionati mondiali di paracanoa.

## Biografia

### Infanzia
Nichols è nata nel New Mexico e all'età di nove mesi ha perso il padre in un incidente d'auto, investito da una persona ubriaca alla guida. Poiché sua madre faceva fatica a crescere lei e gli altri tre fratelli, Nichols e la sorella maggiore Jovan, sono state affidate ai nonni a Farmington, nel New Mexico. Nichols trascorreva gli inverni facendo snowboard in Colorado. Nel 2000, durante uno di questi viaggi con lo snowboard, ha tentato un back flip, ma ruotando eccessivamente, è atterrata all'indietro su una roccia. Dopo l'incidente, Nichols è stata portata in elicottero al San Juan Regional Medical Center di Farmington, dove ci sono volute otto ore di intervento chirurgico per ricostruire la sua schiena usando due aste e tre perni. L'infortunio le ha rotto le vertebre T10/11 e l'ha lasciata paralizzata dalla vita in giù.

### Anni universitari
Nove mesi dopo l'incidente, Nichols ha raggiunto sua sorella all'Università del Nuovo Messico, dove nel 2002, ha iniziato a giocare a pallacanestro in carrozzina, ottenendo rapidamente risultati eccellenti. Dopo la scoperta dello sport, Nichols si è trasferita all'Università dell'Arizona, iniziando a studiare pedagogia speciale e psicologia scolastica. In seguito ha frequentato la scuola di specializzazione presso l'Università dell'Alabama, laureandosi infine con un tesi in kinesiologia.

## Carriera

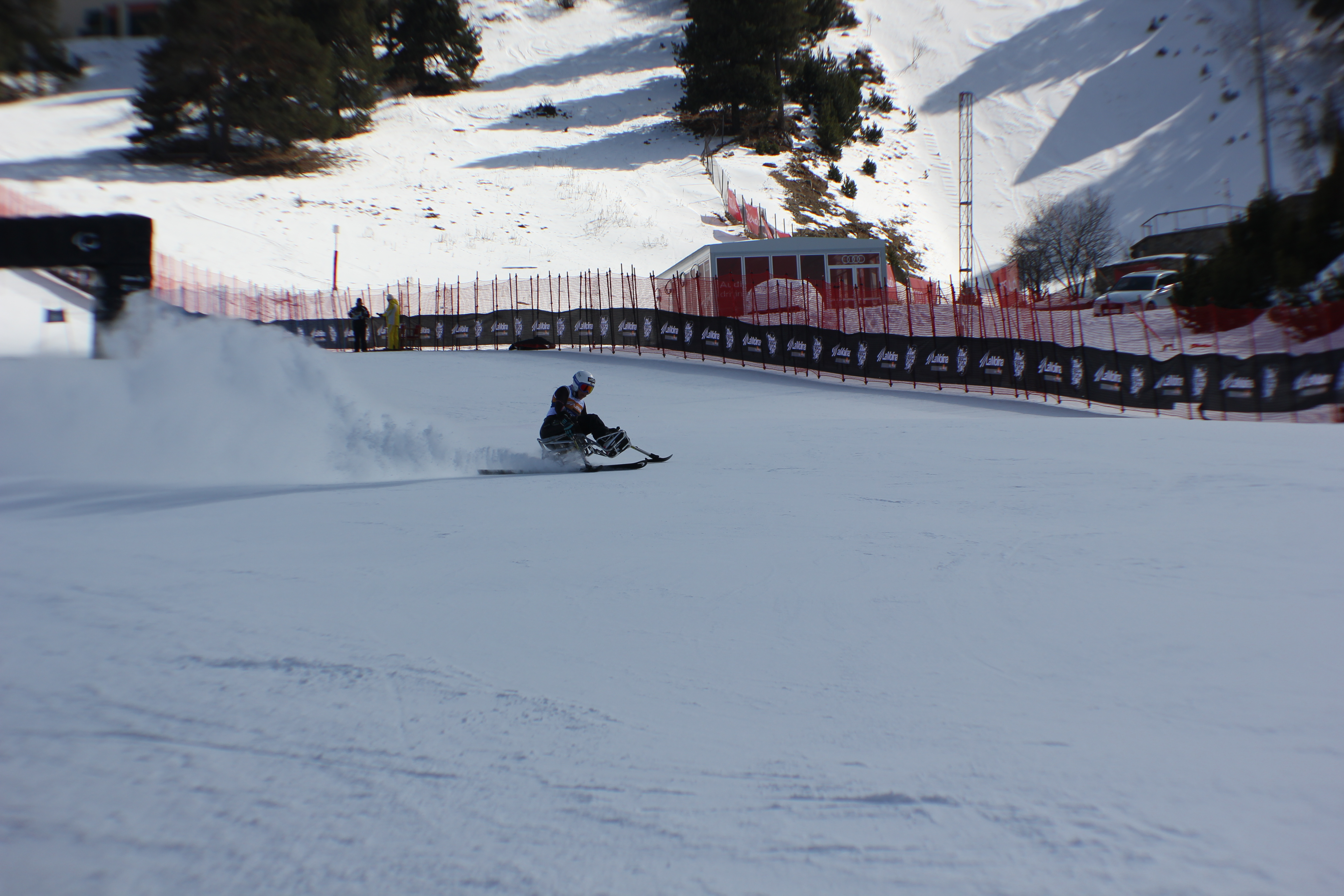
Campionati Mondiali di Alpina IPC. Slalom gigante femminile.

### Pallacanestro in carrozzina
Nichols è cinque volte campionessa paralimpica (2008, 2010, 2012, 2014, 2016) e per sei volte ha vinto una medaglia (3 ori, 2 argenti, 1 bronzo). Dopo essere stata una riserva per la squadra femminile degli Stati Uniti alle Paralimpiadi estive del 2004 ad Atene, nel 2005 è stata nominata titolare nella squadra nazionale, che ha aiutato a vincere una medaglia d'argento nel Campionato mondiale di pallacanestro in carrozzina 2006. Il suo debutto paralimpico è arrivato nel 2008 quando, come parte della squadra femminile degli Stati Uniti, ha vinto una medaglia d'oro nel pallacanestro in sedia a rotelle ai giochi di Pechino.
Nel 2012, Nichols ha gareggiato alle Paralimpiadi di Londra, dove la squadra di pallacanestro femminile in sedia a rotelle degli Stati Uniti si è classificata quarta. In vista dei Giochi Paralimpici Invernali del 2014 a Soči, in Russia, durante l'allenamento, Nichols si è strappata tre legamenti. Nonostante questo infortunio, è riuscita a recuperare e guadagnare una medaglia d'argento in discesa.

### Scia alpino paralimpico
Un mese dopo le Paralimpiadi di Pechino, Nichols si è trasferita dall'Alabama al Colorado per iniziare ad allenarsi nello sci alpino. Nel 2002 aveva provato lo sci adattivo, ma all'epoca aveva scelto di concentrarsi sul basket. Dopo aver seguito gli eventi sciistici alle Paralimpiadi invernali del 2006 e aver appreso del National Sports Center for the Disabled (NSCD) a Winter Park, in Colorado, non appena le Paralimpiadi estive del 2008 sono state completate, ha deciso di dedicarsi a questo sport. Ha iniziato a esercitarsi con il programma NSCD mostrando un rapido miglioramento. La sua prima vittoria è arrivata a febbraio 2009, quando ha battuto la medaglia d'oro alle Paralimpiadi Laurie Stephens, conquistando la prima posizione nel superG, in un evento della Coppa del Nord America a Kimberley, nella Columbia Britannica. Ha vinto l'evento di discesa libera e si è classificata terza nella supercombinata agli US Adaptive Nationals nello stesso anno. A marzo 2010 ha completato la sua prima stagione di Coppa del Mondo IPC Alpine con il primo posto in discesa libera, secondo in supercombinata e terzo in superG. Più tardi, a marzo, ha gareggiato ai Giochi Paralimpici Invernali del 2010 a Vancouver, Canada, dove ha vinto due medaglie d'oro, una medaglia d'argento e una medaglia di bronzo. Si è piazzata prima nella discesa libera e nello slalom gigante, seconda nel superG e terza nella supercombinata. Nichols è la prima donna americana ad aver vinto medaglie d'oro sia nei giochi estivi che invernali.

### Paracanoa
Nel 2016, Nichols ha fatto il suo debutto in paracanoa ai Giochi Paralimpici di Rio. Nello stesso anno, ai Campionati mondiali ICF, è arrivata all'8º posto nella gara 200 m donne categoria KL2. L'anno precedente, ai Campionati mondiali di paracanoa del 2015 era arrivata in 9ª posizione nella stessa gara femminile di 200 m KL2.

## Palmarès

### Paralimpiadi

#### Pallacanestro in carrozzina
- 1 medaglia:
  - 1 oro a Beijing 2018)

#### Sci alpino paralimpico
- 5 medaglie:
  - 2 ori (discesa libera e slalom gigante a Vancouver 2010;
  - 2 argenti (supergigante a Vancouver 2010; discesa libera a Soči 2014)
  - 1 bronzo (supercombinata a Vancouver 2010)